# 0474

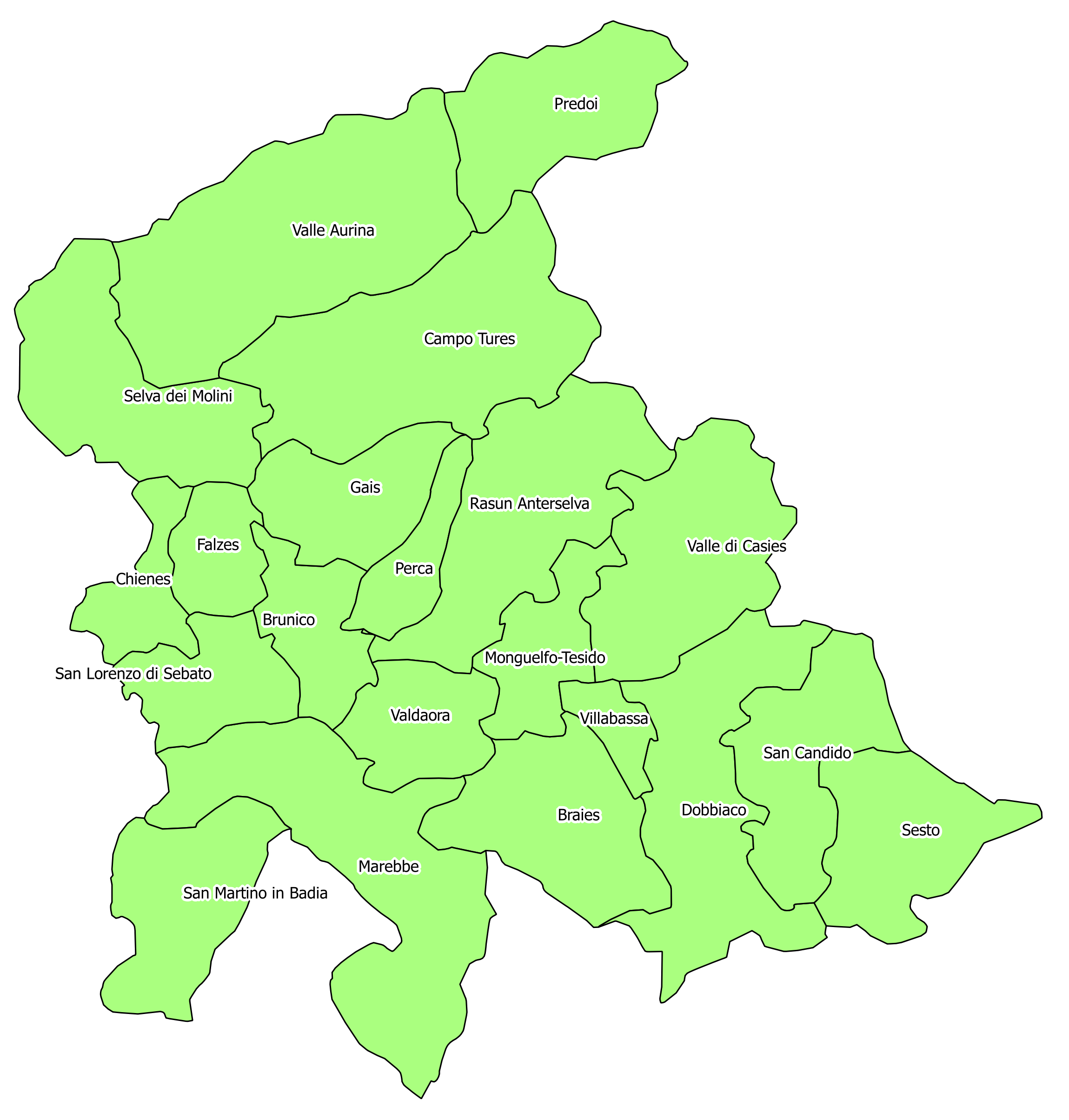
Distretto telefonico di Brunico

0474 è il prefisso telefonico del distretto di Brunico, appartenente al compartimento di Bolzano.
Il distretto comprende la parte orientale della provincia autonoma di Bolzano. Confina con l'Austria a nord e a est e con i distretti di Pieve di Cadore (0435), di Cortina d'Ampezzo (0436) e di Bolzano (0471) a sud e di Bressanone (0472) a ovest.

## Aree locali e comuni
Il distretto di Brunico comprende 21 comuni compresi in 1 area locale, nata dall'aggregazione dei 3 preesistenti settori di Brunico, Campo Tures e Dobbiaco: Braies, Brunico, Campo Tures, Chienes, Dobbiaco, Falzes, Gais, Marebbe, Monguelfo-Tesido, Perca, Predoi, Rasun Anterselva, San Candido, San Lorenzo di Sebato, San Martino in Badia, Selva dei Molini, Sesto, Valdaora, Valle Aurina, Valle di Casies e Villabassa.